# Saint-Forgeux
Saint-Forgeux est une commune française, située dans le département du Rhône en région Auvergne-Rhône-Alpes.
Ses habitants sont appelés les Saint-Forgeois ou Beureillons.

## Géographie
Saint-Forgeux est située à une quarantaine de kilomètres à l'ouest de Lyon et à 7 kilomètres de Tarare.
En 2013, la commune est traversée par l'autoroute A89, le viaduc de la Goutte Vignole se situe en partie sur son territoire.

### Climat
Pour des articles plus généraux, voir Climat d'Auvergne-Rhône-Alpes et Climat du Rhône.
En 2010, le climat de la commune est de type climat océanique dégradé des plaines du Centre et du Nord, selon une étude du Centre national de la recherche scientifique s'appuyant sur une série de données couvrant la période 1971-2000. En 2020, Météo-France publie une typologie des climats de la France métropolitaine dans laquelle la commune est exposée à un climat de montagne ou de marges de montagne et est dans la région climatique  Nord-est du Massif Central, caractérisée par une pluviométrie annuelle de 800 à 1 200 mm, bien répartie dans l’année. 
Pour la période 1971-2000, la température annuelle moyenne est de 10,9 °C, avec une amplitude thermique annuelle de 16,9 °C. Le cumul annuel moyen de précipitations est de 825 mm, avec 9,2 jours de précipitations en janvier et 6,7 jours en juillet. Pour la période 1991-2020, la température moyenne annuelle observée sur la station météorologique de Météo-France la plus proche, « Le Breuil », sur la commune du Breuil à 10 km à vol d'oiseau, est de 11,6 °C et le cumul annuel moyen de précipitations est de 749,8 mm,. Pour l'avenir, les paramètres climatiques de la commune estimés pour 2050 selon différents scénarios d'émission de gaz à effet de serre sont consultables sur un site dédié publié par Météo-France en novembre 2022.

## Urbanisme

### Typologie
Au 1er janvier 2024, Saint-Forgeux est catégorisée bourg rural, selon la nouvelle grille communale de densité à sept niveaux définie par l'Insee en 2022.
Elle appartient à l'unité urbaine de Tarare, une agglomération intra-départementale regroupant trois  communes, dont elle est une commune de la banlieue,,. Par ailleurs la commune fait partie de l'aire d'attraction de Lyon, dont elle est une commune de la couronne,. Cette aire, qui regroupe 397 communes, est catégorisée dans les aires de 700 000 habitants ou plus (hors Paris),.

### Occupation des sols
L'occupation des sols de la commune, telle qu'elle ressort de la base de données européenne d’occupation biophysique des sols Corine Land Cover (CLC), est marquée par l'importance des territoires agricoles (70,4 % en 2018), en augmentation par rapport à 1990 (69,3 %). La répartition détaillée en 2018 est la suivante : 
prairies (59,9 %), forêts (25,7 %), zones agricoles hétérogènes (10,5 %), zones urbanisées (3,4 %), zones industrielles ou commerciales et réseaux de communication (0,6 %). L'évolution de l’occupation des sols de la commune et de ses infrastructures peut être observée sur les différentes représentations cartographiques du territoire : la carte de Cassini (XVIIIe siècle), la carte d'état-major (1820-1866) et les cartes ou photos aériennes de l'IGN pour la période actuelle (1950 à aujourd'hui).

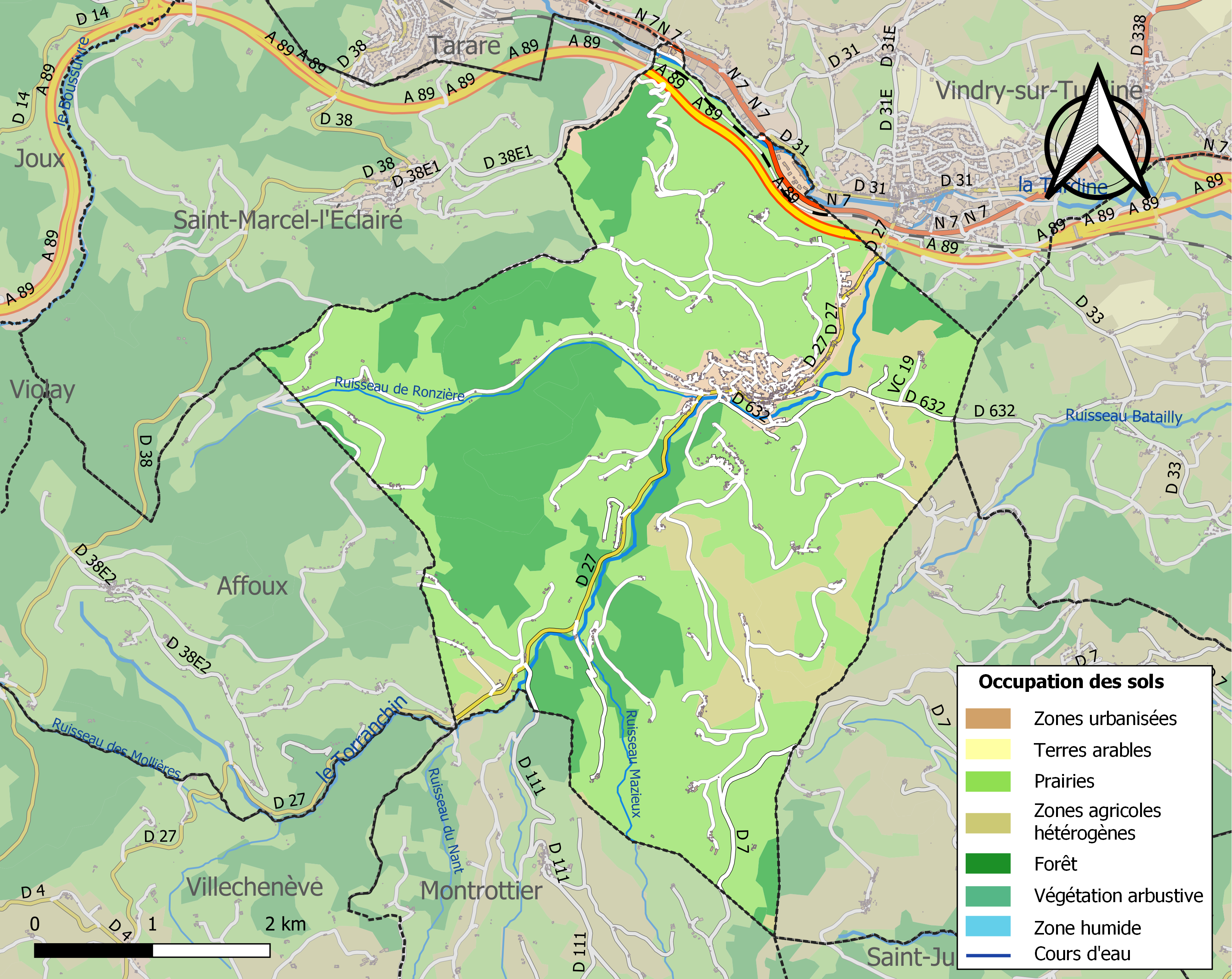
Carte des infrastructures et de l'occupation des sols de la commune en 2018 (CLC).

## Toponymie
Au cours de la Révolution française, la commune porte provisoirement, du 15 nivôse an II (4 janvier 1794) à thermidor an III (juillet-août 1795), le nom de Forgeux.

## Politique et administration

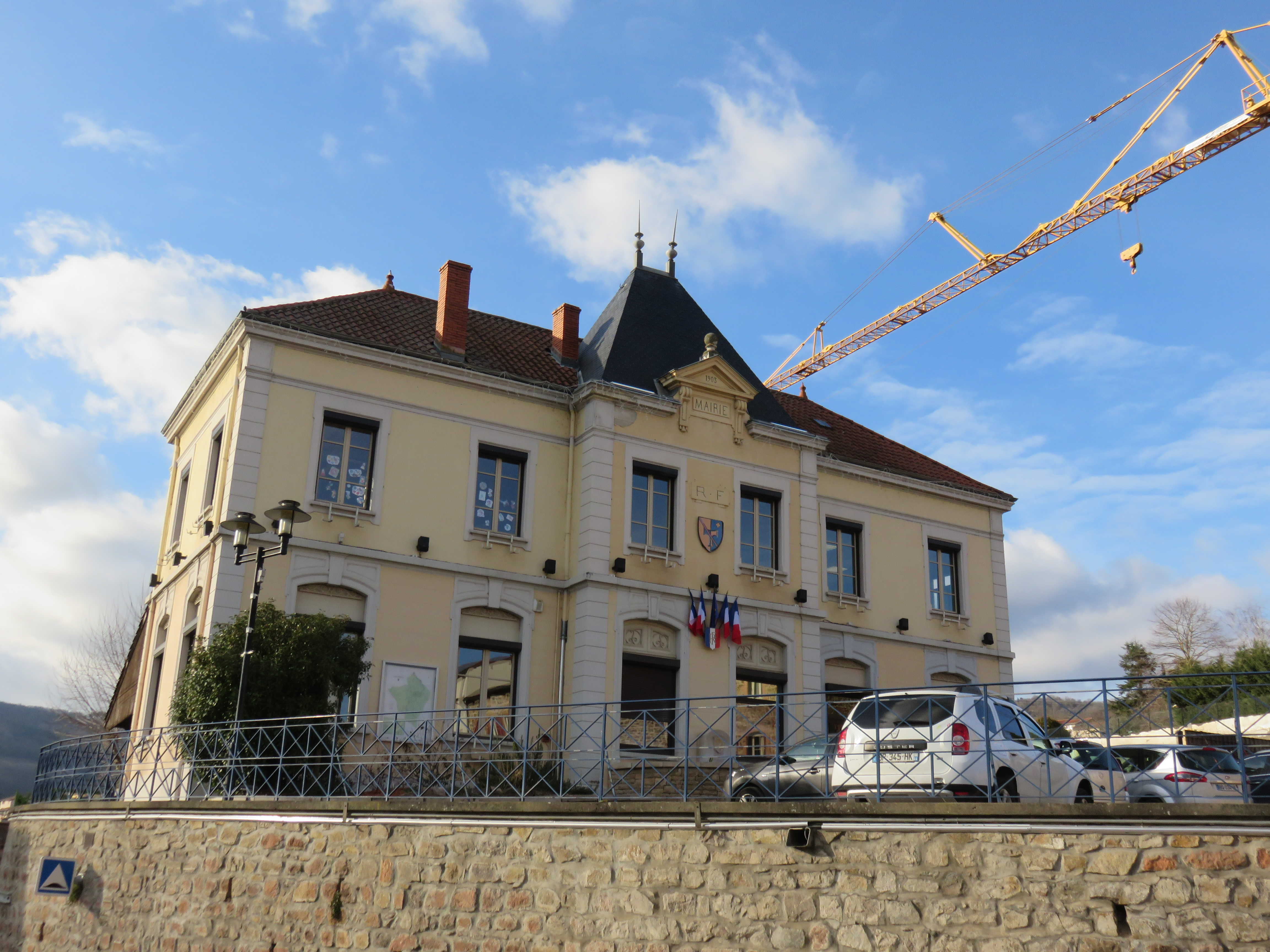
Mairie de Saint-Forgeux.

| Période    | Période  | Identité            | Étiquette | Qualité                                            |
| ---------- | -------- | ------------------- | --------- | -------------------------------------------------- |
| avant 1981 | ?        | Georges Menut       |           |                                                    |
| 1989       | 2014     | Jacques Larrochette | FED       | Conseiller général du Canton de Tarare (2008-2015) |
| 2014       | En cours | Gilles Dubessy      |           |                                                    |

## Démographie
L'évolution du nombre d'habitants est connue à travers les recensements de la population effectués dans la commune depuis 1793. Pour les communes de moins de 10 000 habitants, une enquête de recensement portant sur toute la population est réalisée tous les cinq ans, les populations de référence des années intermédiaires étant quant à elles estimées par interpolation ou extrapolation. Pour la commune, le premier recensement exhaustif entrant dans le cadre du nouveau dispositif a été réalisé en 2006.

En 2022, la commune comptait 1 538 habitants, en évolution de +3,01 % par rapport à 2016 (Rhône : +3,93 %, France hors Mayotte : +2,11 %).
| 1793  | 1800  | 1806  | 1821  | 1831  | 1836  | 1841  | 1846  | 1851  |
| ----- | ----- | ----- | ----- | ----- | ----- | ----- | ----- | ----- |
| 1 500 | 1 527 | 1 406 | 1 837 | 2 047 | 2 063 | 2 015 | 2 086 | 2 173 |

| 1856  | 1861  | 1866  | 1872  | 1876  | 1881  | 1886  | 1891  | 1896  |
| ----- | ----- | ----- | ----- | ----- | ----- | ----- | ----- | ----- |
| 2 155 | 2 194 | 2 136 | 2 060 | 2 050 | 2 110 | 2 058 | 2 025 | 1 837 |

| 1901  | 1906  | 1911  | 1921  | 1926  | 1931  | 1936  | 1946 | 1954 |
| ----- | ----- | ----- | ----- | ----- | ----- | ----- | ---- | ---- |
| 1 809 | 1 741 | 1 612 | 1 278 | 1 209 | 1 154 | 1 119 | 944  | 922  |

| 1962 | 1968 | 1975 | 1982  | 1990  | 1999  | 2006  | 2011  | 2016  |
| ---- | ---- | ---- | ----- | ----- | ----- | ----- | ----- | ----- |
| 897  | 906  | 970  | 1 096 | 1 232 | 1 353 | 1 357 | 1 455 | 1 493 |

| 2021  | 2022  | - | - | - | - | - | - | - |
| ----- | ----- | - | - | - | - | - | - | - |
| 1 516 | 1 538 | - | - | - | - | - | - | - |

## Culture locale et patrimoine

### Lieux et monuments
- L'église Saint-Ferréol de Saint-Forgeux, construite en 1828, qui a pour particularité remarquable de disposer de trois cloches dont une datée de 1503, ce qui en fait l'une des plus anciennes du diocèse de Lyon.
- Impasse du presbytère : le portail en pierre de Glay de l'église primitive de Saint-Forgeux, devenu portail d'entrée du presbytère.
- La chapelle de Grévilly, du XIe siècle, devenue lieu de pèlerinage à la Vierge en 1322 et ayant conservé un chœur de style roman.

### Espaces verts et fleurissement

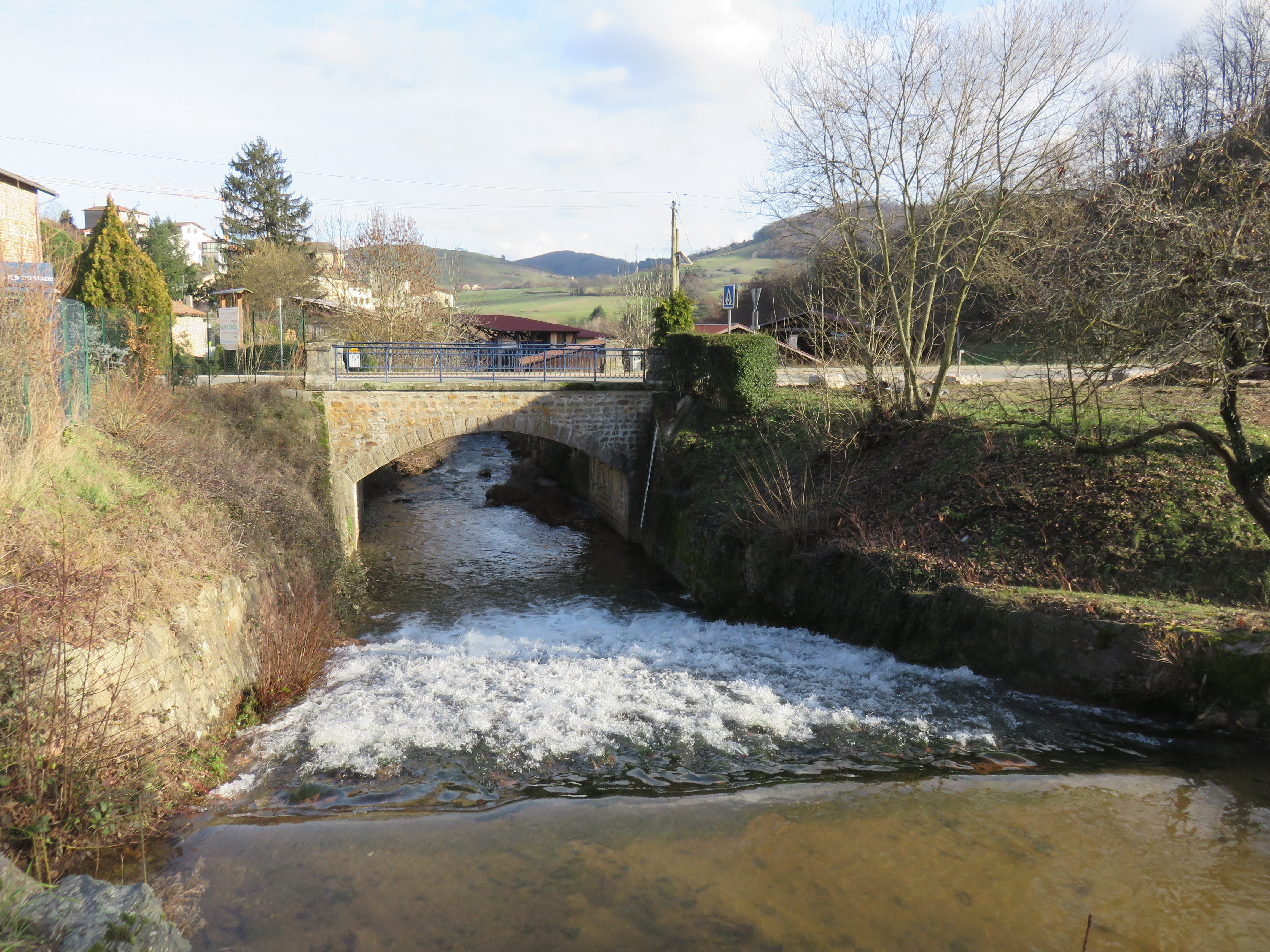
La rivière le Torranchin, à Saint-Forgeux.

En 2014, la commune de Saint-Forgeux bénéficie du label « ville fleurie » avec « deux fleurs » attribuées par le Conseil national des villes et villages fleuris de France au concours des villes et villages fleuris.

### Personnalités liées à la commune
- La famille d'Albon est une famille noble de la région lyonnaise citée dès le XIIIe siècle. Cette branche de la famille donna de nombreux seigneurs de Saint-Forgeux.
- La famille Talaru est originaire de Saint-Forgeux.
- Messire Étienne Giroud, prêtre curé de Saint-Forgeux d'environ 1590 à 1615.

### Héraldique
| Blason de Saint-Forgeux | Blason  | Parti d'or et d'azur au tau brochant de l'un en l'autre, accompagné en chef senestre d'une croisette d'or; au bâton de gueules brochant sur le tout. |
| Blason de Saint-Forgeux | Détails | Le statut officiel du blason reste à déterminer. |